# Erskine (Minnesota)
Erskine – miasto w Stanach Zjednoczonych, w stanie Minnesota, w hrabstwie Polk.